# 彼得·沃尔什
彼得·沃尔什（英語：Peter Walsh，1954年1月9日—），澳大利亚篮球运动员。他参加了1976年夏季奥林匹克运动会和1980年夏季奥林匹克运动会的男子篮球比赛。 